# ایستگاه قطار شهری صدف
ایستگاه قطار شهری صدف ششمین ایستگاه‌ خط ۱ قطار شهری مشهد است که در بلوار وکیل آباد، ابتدای خیابان صدف قرار دارد.
از این ایستگاه ۶ خط اتوبوس‌رانی مشهد و حومه می‌گذرد.